# Acta del congreso de Coahuila
El Acta del Congreso de Coahuila es un manuscrito en el que, el entonces gobernador del estado de Coahuila, Venustiano Carranza desconoce el régimen de Victoriano Huerta, ya que lo consideró un gobierno desleal. El documento firmado el 19 de febrero de 1913, justo al término de la Decena Trágica va a ser el preámbulo para la firma del que se conocería más tarde como Plan de Guadalupe, firmado por el Primer Jefe, Venustiano Carranza.
En este documento se redactó: 

"Se desconoce al General Victoriano Huerta en su carácter de Jefe del Poder Ejecutivo de la República que dice él le fue conferido por el Senado y se desconocen también todos los actos y disposiciones que dicte con ese caracter."

Venustiano Carranza protestó contra los actos anticonstitucionales y de usurpación de Victoriano Huerta a través de las Actas de la XXII Legislatura del Congreso coahuilense, que lo desconoció como presidente y concedió facultades a Carranza para organizar fuerzas y devolver el orden constitucional. Las Actas preceden a la creación del Ejército Nacional que enarbolaría los ideales del Plan de Guadalupe.